# رنکویسهاوزن
رنکویسهاوزن (به آلمانی: Renquishausen) یک شهر در آلمان است که در تاتلینگن واقع شده‌است. رنکویسهاوزن ۷۴۸ نفر جمعیت دارد.